# Micromitrium neocaledonicum
Micromitrium neocaledonicum là một loài rêu trong họ Ephemeraceae. Loài này được Thér. Crosby mô tả khoa học đầu tiên năm 1968.